# Bắc Sơn, Quỳ Hợp
Bắc Sơn là một xã thuộc huyện Quỳ Hợp, tỉnh Nghệ An, Việt Nam.

## Địa lý
Xã Bắc Sơn có diện tích 46,16 km², dân số năm 1999 là 1.635 người, mật độ dân số đạt 35 người/km².
Theo thống kê năm 2019, xã có diện tích 46,16 km², dân số là 2.042 người, mật độ dân số đạt 44 người/km².

## Hành chính
Xã Bắc Sơn được chia thành 5 bản.